# بريكستولن
بريكستولن أو صخرة بريكستولن (بالنرويجية: Preikestolen أو Prekestolen، وبالإنجليزية: Preacher's Pulpit أوPulpit Rock، وتعني "صخرة المِنبر") تقع في في منطقة روغالاند بجنوب النرويج، على فيورد "ليسيفيورد"، وتبعد مسافة 25 كم عن مدينة ستافانغر رابع أكبر مدن النرويج. ترتفع الصخرة حوالي 604 متراً عن سطح الأرض وفي أعلاها جزء مُسطّح مساحته 25 متراً مربعاً. تبلغ مسافة الصعود إليها مشياً على الأقدام حوالي أربع كيلومتر في طرق ضيقة وخطيرة.
زارها في عام 2012 ما يقرُب من 200 ألف سائح مما يجعلها من أكثر مناطق النرويج جذبا للسياحة. أفضل الأوقات لزيارتها خلال السنة من شهر أبريل إلى شهر أكتوبر، ولا يُنصح بزيارتها في فصلي الشتاء أو الربيع لأن المنطقة تكون مغطاة بالجليد في أغلب الأوقات. تُعتبر المنطقة مقصداً رئيسياً لهواة القفز وأقيمت عليها بطولات عالمية.

## معرض صور

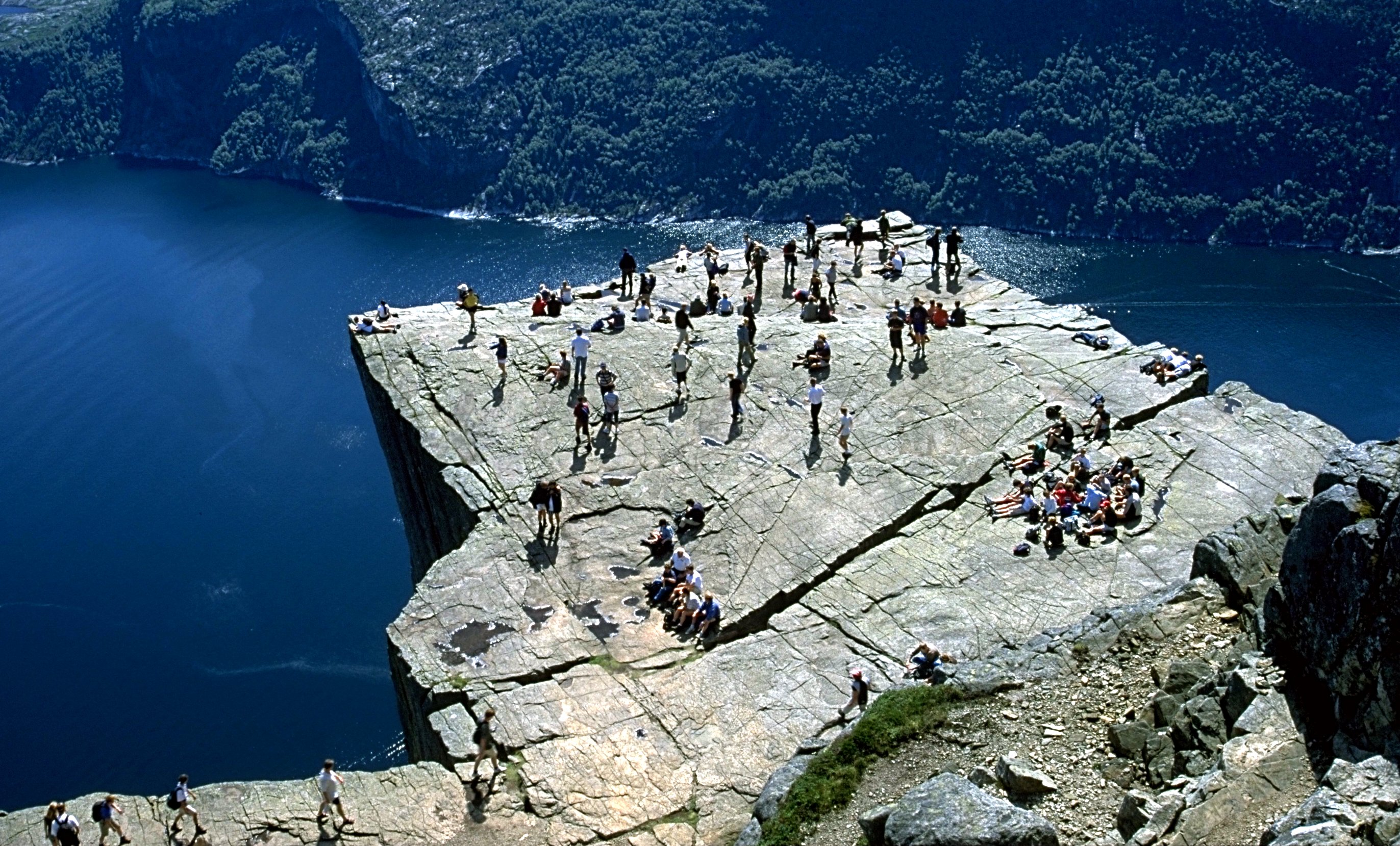
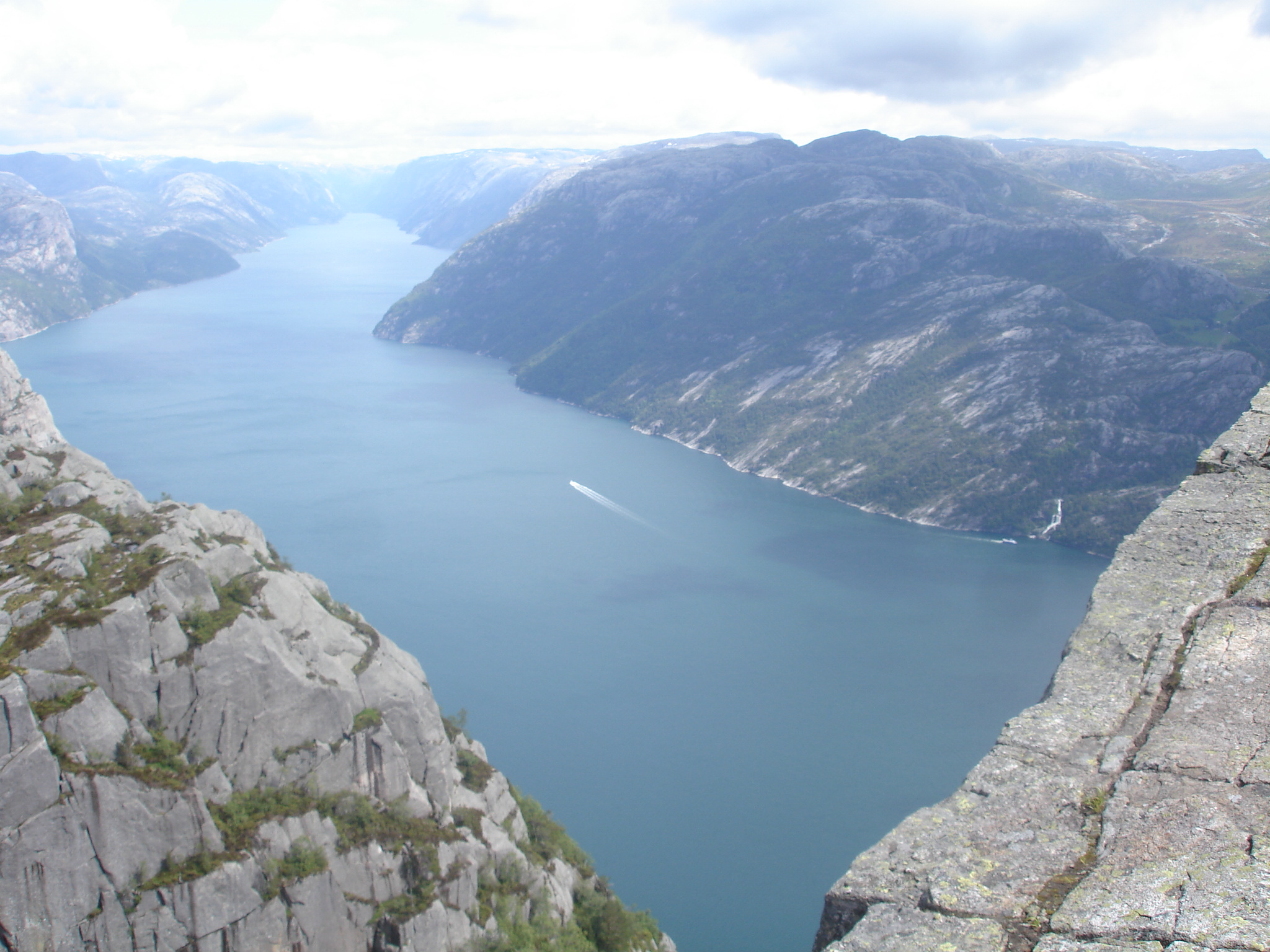
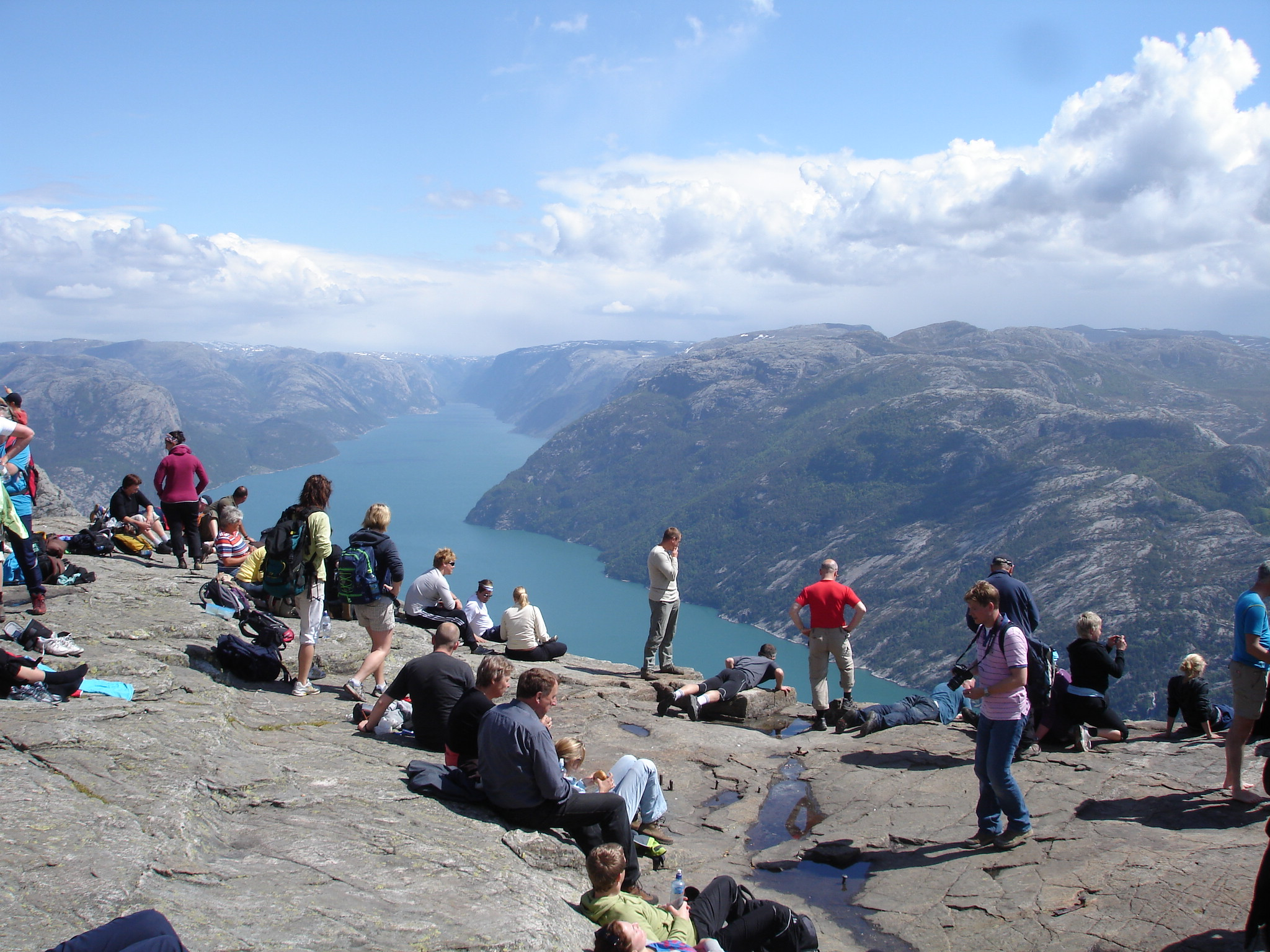
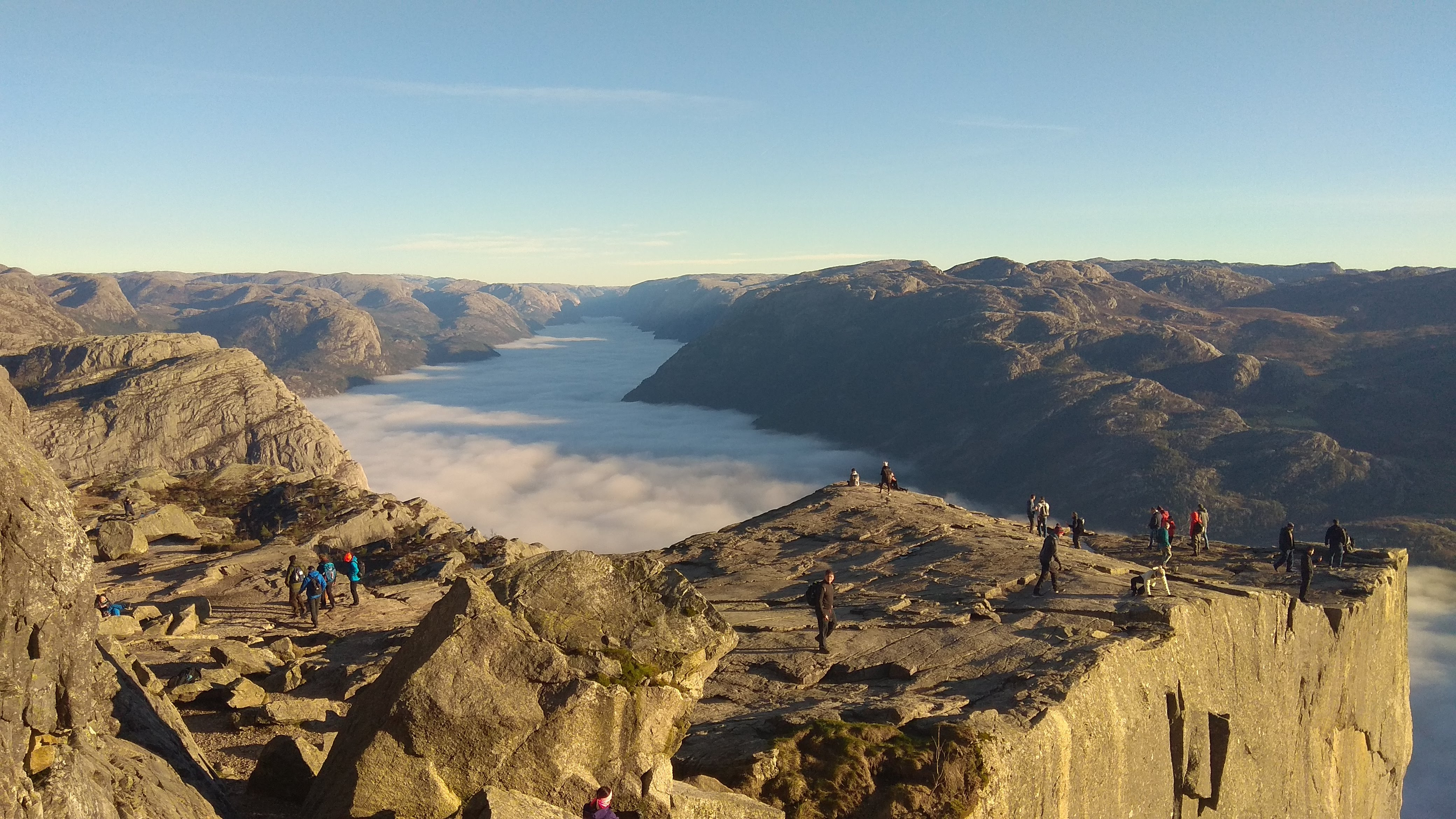
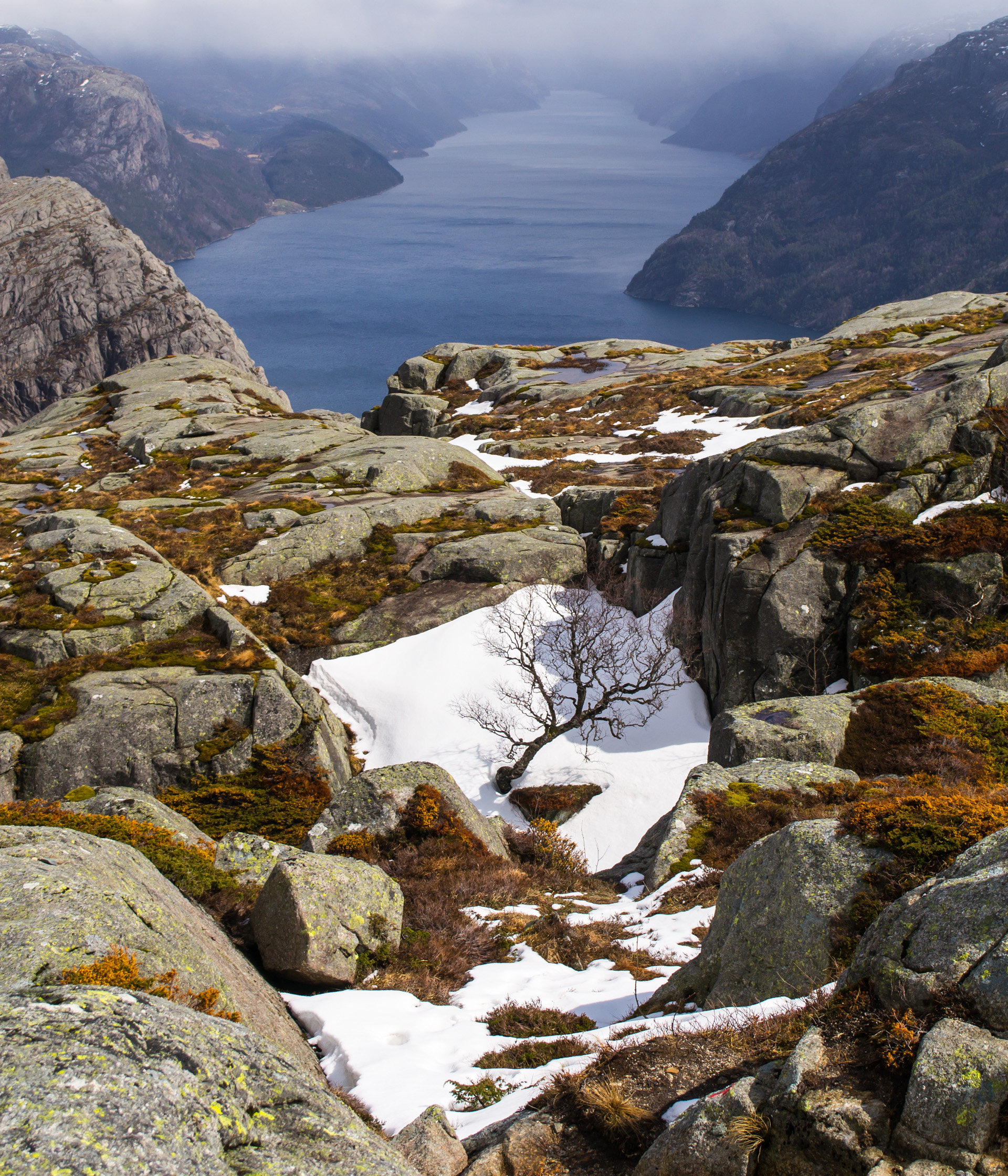